# Чагари
Чагари — парк-пам'ятка садово-паркового мистецтва місцевого значення, розташований на території Тетіївського району Київської області. Знаходиться у межах міста Тетіїв.
Об’єкт знаходиться в межах ДП «Білоцерківське лісове господарство», Кашперівського лісництва – квартал 13 виділ 2, квартал 14 виділ 7 на території Тетіївської міської ради. Вхід з дороги О-102306, відразу як вона перетинає залізничні колії.
Парк-пам’ятку оголошено рішенням 25 сесії Київської обласної ради V скликання від 23 липня 2009 р. № 490-25-V.
Деревна рослинність представлена переважно насадженнями дуба звичайного віком 50—75 років, подекуди віком до 115 років,
сосни звичайної та ялини. У трав’яному покриві трапляються лікарські рослини, такі як пшінка звичайна та медунка темна, також трапляються такі ранньовесняні квіти, як зірочки маленькі та ряст.

## Галерея

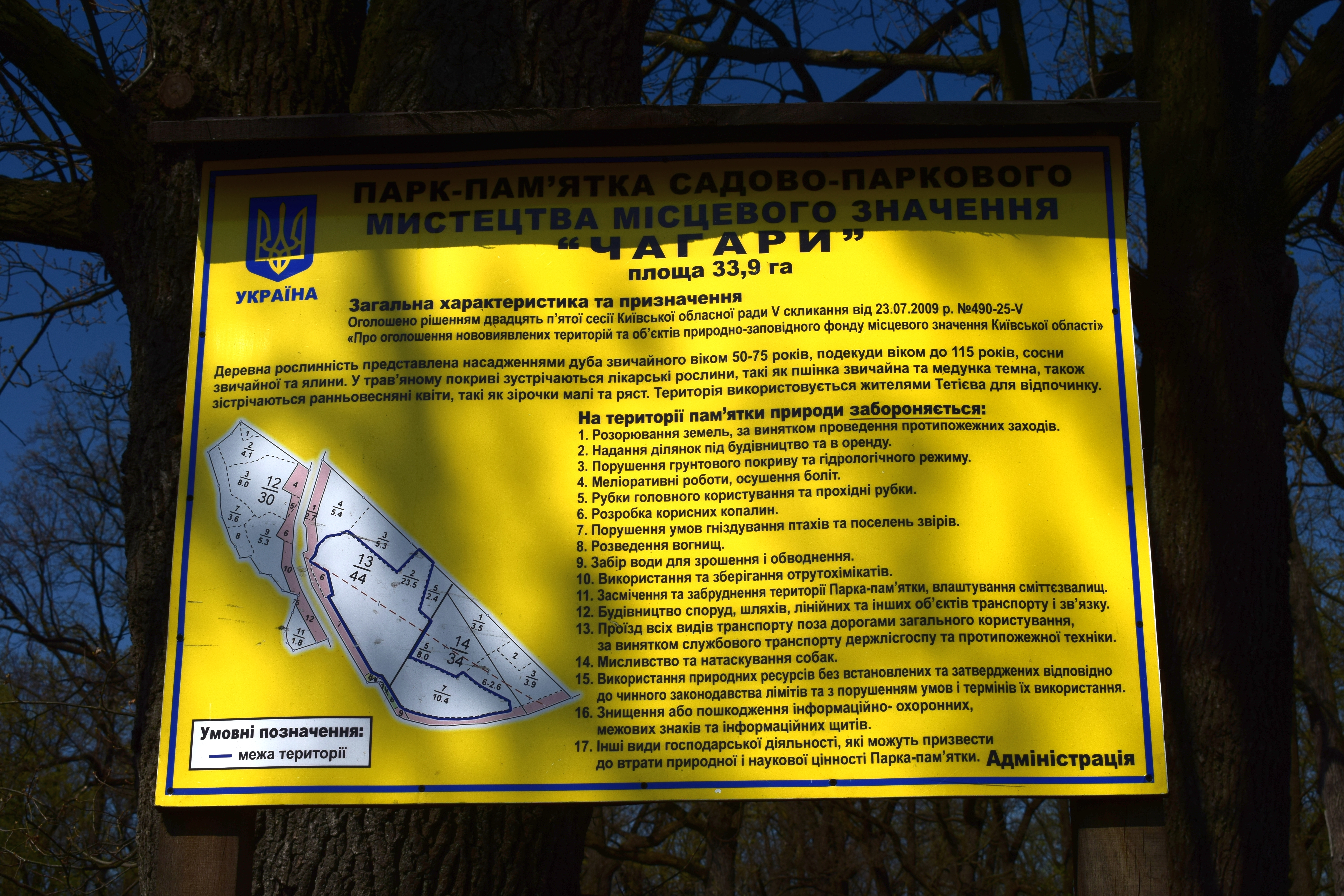
Стенд
Панорама парку
Охоронний знак
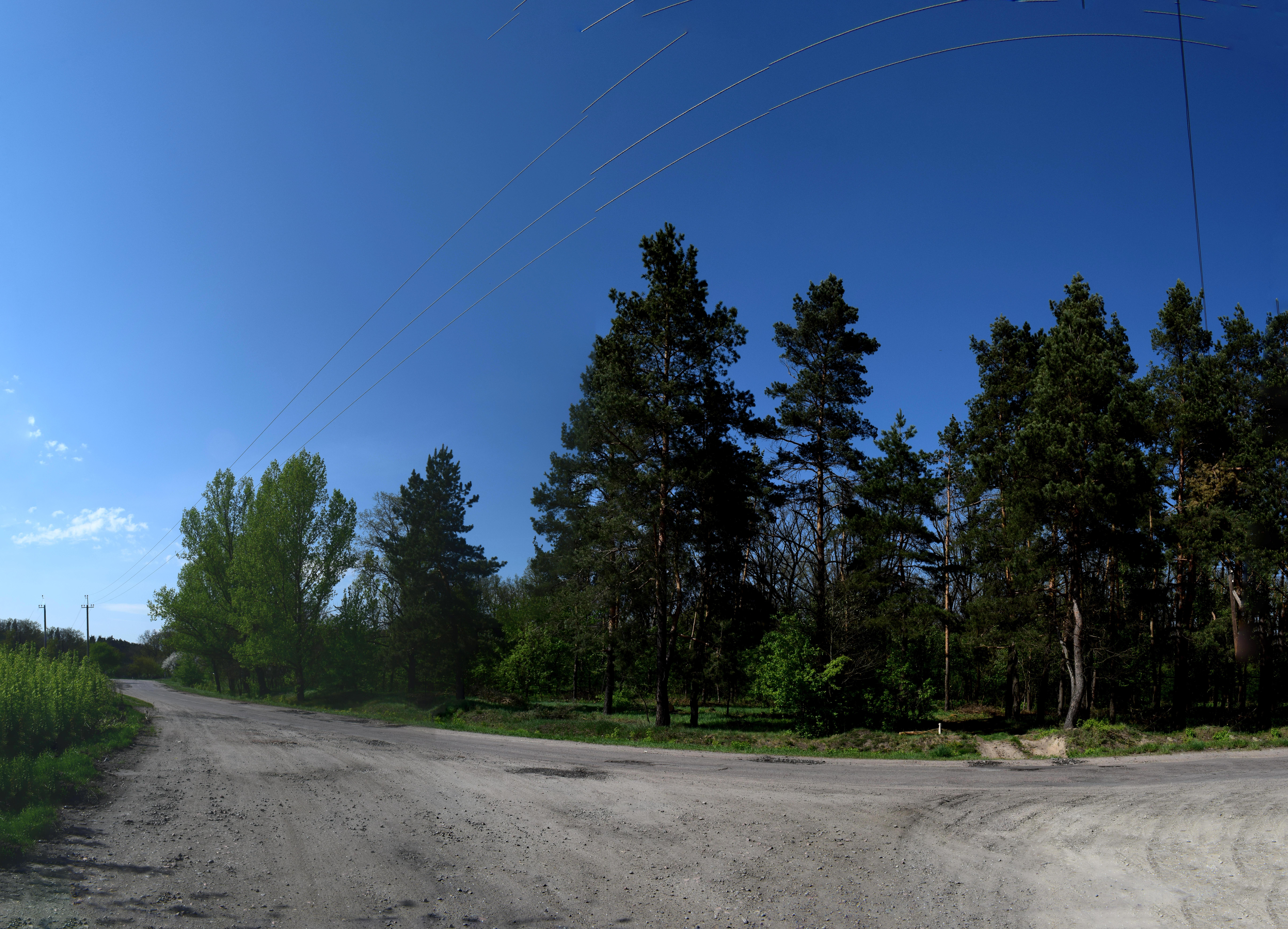
Вид парку з дороги О-102306